# Microquàsar

Visió artística del microquàsar GRO J1655-40 (ESA/NASA)

Els microquàsars són objectes astronòmics que es consideren rèpliques a petita escala dels quàsars. El terme microquàsars, tal com s'entén avui en dia, va ser popularitzat per I. Felix Mirabel i Luis F. Rodríguez fent referència al fet que comparteixen característiques amb aquests darrers.

## Descobriment
La revista Nature anunciava en la portada el descobriment dels microquàsars el 1992 i de la primera font superlumínica en la galàxia el 1994, encara que el primer objecte amb un comportament tipus microquàsar, SS 433, va ser descobert a finals dels 70.

## Què és un microquàsar?
Els microquàsars estan formats per una estrella binària de raigs X, la qual consisteix en una estrella normal (encara pateix processos de fusió nuclear al seu interior) i un objecte compacte (estel molt dens, ja "mort", sense reaccions nuclears al seu interior); i la característica que determina que una estrella binària de raigs X sigui un microquàsar és la presència de jets, que són dolls de matèria i camps electromagnètics movent-se a velocitats properes a la de la llum. L'objecte compacte pot ser un forat negre, o una estrella de neutrons.
L'estrella normal pot ser d'alta o baixa massa en funció de si és més o menys massiva que l'objecte compacte. El sistema binari està lligat gravitacionalment, orbitant un objecte al voltant de l'altre. Quan ambdues estrelles estan suficientment a prop, es produeix una transferència de matèria significativa de l'estrella massiva cap a l'objecte compacte, atrapada en el camp gravitatori d'aquest. El material atret (acretat) adquireix forma de disc i rodeja l'objecte compacte. L'energia rotacional del material del disc es converteix parcialment en calor, fent que el disc radiï òpticament i emeti raigs X. Aquesta pèrdua d'energia rotacional fa que el material del disc vagi apropant-se al centre atractor. A més d'escalfar el disc, l'energia alliberada en l'acreció va parcialment a incrementar el camp magnètic, i parcialment es converteix en l'energia cinètica dels jets, produint espectaculars emissions de radiació que van des d'ones de ràdio a raigs gamma de molt alta energia.

### Variabilitat
Els microquàsars es caracteritzen per una variabilitat molt forta en els raigs X. S'ha observat en molts microquàsars una forma d'histèresi típica en la seva evolució al diagrama duresa de l'espectre X-intensitat dels raigs X tous, i que no té explicació actualment. Igualment, s'han observat oscil·lacions en raigs X en diferents freqüències, altes i baixes. L'origen d'aquestes oscil·lacions és incert, però està segurament associat amb les regions més internes del disc d'acreció i del jet.

## Importància dels microquàsars en l'astrofísica
Són considerats laboratoris a l'espai que permeten contrastar aspectes de la teoria de la relativitat general i millorar la nostra comprensió de la física en el límit dels camps gravitacionals més intensos. També permeten estudiar la física de plasmes magnetitzats a diferents temperatures i la seva interacció, la formació de jets, així com diferents processos de producció de partícules molt energètiques. Se sospita que els microquàsars podrien contribuir a la producció de raigs còsmics galàctics, l'origen dels quals, gairebé cent anys després del seu descobriment per Víctor F. Hess, continua sent un misteri.
Des del punt de vista de l'astronomia gamma, cal destacar que la revista Science publicava en el mes de juny de 2006 que un candidat a microquàsar anomenat LS I +61 303 havia estat detectat pel telescopi MAGIC, i havia revelant una propietat molt interessant: la producció de raigs gamma en LS I +61 303 amb una intensitat variable en el temps. És destacable que un altre candidat a microquàsar també va ser detectat a energies tan altes, LS 5039, així com ho fou el microquàsar Cygnus X-1.

## Similituds i diferències entre els quàsars i els microquàsars
Les característiques comunes en serien: l'emissió forta i variable d'ones ràdio amb forma allargada o de jets, i la presència d'un disc d'acreció al voltant d'un objecte compacte (molt dens), un forat negre en el cas dels quàsars, i un forat negre o una estrella de neutrons en el cas dels microquàsars. En els quàsars, el forat negre és supermassiu (milions de masses solars), mentre que per a microquàsars l'objecte compacte té unes poques masses solars. A més, en els microquàsars, la massa acretada procedeix d'una estrella companya, mentre que la massa acretada en quàsars procedeix de la galàxia que l'envolta.
La presència de l'estrella companya, principalment en els microquàsars d'alta massa, és probablement la diferència més important entre els quàsars i els microquàsars, ja que no sols rodeja l'objecte compacte i el jet d'un intens camp de radiació òptica/ultraviolada, sinó també d'un anisòtropic vent dens.
Destaca la diferència en les escales de temps entre quàsars i microquàsars, ja que aquestes són sovint proporcionals a la massa del forat. D'aquesta manera, processos que duren de l'ordre de segles en els quàsars tenen lloc en escales de dies en els microquàsars.